# Liste du patrimoine mondial en Géorgie
Cet article recense les sites inscrits au patrimoine mondial en Géorgie.

## Statistiques
La Géorgie succède la Convention pour la protection du patrimoine mondial, culturel et naturel le 4 novembre 1992. Les premiers sites protégés sont inscrits en 1994.
En 2021, la Géorgie compte 4 sites inscrits au patrimoine mondial, 3 culturels et 1 naturel. 
À la même date, le pays a également soumis 14 sites à la liste indicative : 11 culturels et 3 mixtes.

## Listes

### Patrimoine mondial
Les sites suivants sont inscrits au patrimoine mondial.
| Site                                          | Région                                                             | Type                 | Date | Superficie (ha) | Zone tampon (ha) | Lien | Notes | Coordonnées                                                                                           | Illus. |
| --------------------------------------------- | ------------------------------------------------------------------ | -------------------- | ---- | --------------- | ---------------- | ---- | --- | --- | ------ |
| Monuments historiques de Mtskheta             | Mtskhéta-Mtianétie                                                 | Culturel (iii), (iv) | 1994 | 3,85            | 2 382,5          | 708  | En péril entre 2009 et 2016. 3 sites : - Cathédrale de Svétitskhovéli - Monastère de Samtavro - Monastère de Djvari | 41° 50′ 19″ nord, 44° 44′ 02″ est 41° 50′ 47″ nord, 44° 43′ 03″ est 41° 50′ 38″ nord, 44° 42′ 58″ est |        |
| Monastère de Ghélati                          | Iméréthie                                                          | Culturel (iv)        | 1994 | 4,2             | 1 246            | 710  | Lors de son inscription, le site comprend également la cathédrale de Bagrati. Les travaux de reconstruction en béton de celle-ci conduise à son inscription sur la liste du patrimoine mondial en péril entre 2010 et 2017. À cette date, le site inscrit est restreint au seul monastère. | 42° 17′ 50″ nord, 42° 45′ 40″ est                                                                     |        |
| Haut Svaneti                                  | Mingrélie-et-Haute-Svanétie, Ratcha-Letchkhoumie et Basse Svanétie | Culturel (iv), (v)   | 1996 | 1,06            | 19,16            | 709  | Le site inscrit correspond au village de Chazhashi. | 42° 54′ 54″ nord, 43° 00′ 31″ est                                                                     |        |
| Forêts pluviales et zones humides de Colchide | Adjarie, Gourie, Mingrélie-et-Haute-Svanétie                       | Naturel (ix), (x)    | 2021 | 31 253          | 26 850           | 1616 | Comprend 7 éléments : Kintrishi-Mtirala, Ispani, Grigoleti, Imnati, Pitshora, Nabada et Churia | 41° 48′ nord, 41° 49′ est                                                                             |        |

### Liste indicative
Les sites suivants sont inscrits sur la liste indicative.
| Site                                              | Région                                | Type                                                | Date | Lien | Notes | Coordonnées                       | Illus. |
| ------------------------------------------------- | ------------------------------------- | --------------------------------------------------- | ---- | ---- | ----- | --------------------------------- | ------ |
| Cathédrale d'Alaverdi                             | Kakhétie                              | Culturel (iv), (vi)                                 | 2007 | 5221 |       | 42° 01′ 57″ nord, 45° 22′ 38″ est |        |
| Ananouri                                          | Mtskheta-Mtianeti                     | Culturel (iii)                                      | 2007 | 5222 |       | 42° 09′ 49″ nord, 44° 42′ 14″ est |        |
| Monastères et hermitage de David Gareja           | Kakhétie                              | Mixte (i), (ii), (iii), (iv), (v), (vi), (vii), (x) | 2007 | 5224 |       | 41° 26′ 50″ nord, 45° 22′ 35″ est |        |
| Site archéologique des hominidés de Dmanissi      | Basse Kartlie                         | Culturel (iii), (v)                                 | 2007 | 5225 |       | 41° 19′ nord, 44° 21′ est         |        |
| Église des Archanges (de) et tour royale de Gremi | Kakhétie                              | Culturel (ii), (iii)                                | 2007 | 5226 |       | 42° 00′ 07″ nord, 45° 39′ 36″ est |        |
| Église de Kvetera                                 | Kakhétie                              | Culturel (iii), (iv)                                | 2007 | 5227 |       | 42° 03′ 22″ nord, 45° 05′ 58″ est |        |
| Mta-Touchétie                                     | Kakhétie                              | Mixte (iv), (v), (vii), (x)                         | 2007 | 5228 |       | 42° 22′ 12″ nord, 45° 37′ 19″ est |        |
| Cathédrale de Nikortsminda                        | Ratcha-Letchkhoumie et Basse Svanétie | Culturel (ii), (iv)                                 | 2007 | 5229 |       | 42° 27′ 34″ nord, 43° 05′ 16″ est |        |
| Cathédrale de Samtavissi                          | Kartlie intérieure                    | Culturel (iv)                                       | 2007 | 5230 |       | 42° 00′ 22″ nord, 44° 24′ 33″ est |        |
| Chatili                                           | Mtskheta-Mtianeti                     | Culturel (v)                                        | 2007 | 5232 |       | 42° 40′ nord, 45° 10′ est         |        |
| District historique de Tbilissi                   | Tbilissi                              | Culturel (ii), (iii), (iv), (v), (vi)               | 2007 | 5233 |       | 41° 37′ 01″ nord, 44° 49′ 01″ est |        |
| Ville troglodyte d'Ouplistsikhé                   | Kartlie intérieure                    | Culturel (ii), (iii), (iv), (v)                     | 2007 | 5234 |       | 41° 58′ 00″ nord, 44° 12′ 27″ est |        |
| Vani                                              | Iméréthie                             | Culturel (ii), (iii), (vi)                          | 2007 | 5235 |       | 42° 05′ 02″ nord, 42° 30′ 43″ est |        |
| Vardzia-Khertvisi (en)                            | Samtskhé-Djavakhétie                  | Mixte (ii), (iii), (iv), (v), (vi), (vii)           | 2007 | 5236 |       | 41° 22′ 30″ nord, 43° 15′ 25″ est |        |

### Site exclu
| Site                  | Inscription | Exclusion | Notes | Coordonnées                       | Illus. |
| --------------------- | ----------- | --------- | --- | --------------------------------- | ------ |
| Cathédrale de Bagrati | 1994        | 2017      | Inscrite en 1994 avec le monastère de Ghélati, sous le nom « cathédrale de Bagrati et monastère de Ghélati ». Les travaux de reconstruction en béton de la cathédrale conduisent à l'inscription du site sur la liste du patrimoine mondial en péril en 2010 ; la cathédrale est finalement exclue du patrimoine mondial en 2017. | 42° 16′ 39″ nord, 42° 42′ 15″ est |        |